# Kiyoshirō Imawano
Kiyoshirō Imawano (忌野 清志郎, Imawano Kiyoshirō), né sous le nom Kiyoshi Kurihara (栗原 清志, Kurihara Kiyoshi), le 2 avril 1951 à Nakano, Tokyo, Japon et mort le 2 mai 2009), est un parolier, compositeur de rock, producteur musical et acteur japonais.
Il a été adoubé du titre de Roi du rock du Japon, et a formé et dirigé le groupe de rock d'influence, RC Succession. Il a écrit de nombreuses chansons anti-nucléaires après la catastrophe nucléaire de Tchernobyl en 1986. Il est connu  pour avoir adopté des caractéristiques de la langue japonaise dans ses chansons.
Il est mort d'un cancer en 2009.

## Discographie
- 1982   Dr. Umezu & Kiyoshiro / Danger
- 1985   Danger II
- 1987   Razor Sharp
- 1987   Kiyoshiro Imawano & The Razor Sharp / Happy Heads
- 1989   The Timers / The Timers
- 1991   HIS / Nippon no Hito (unit with Haruomi Hosono and Fuyumi Sakamoto)
- 1992   Memphis
- 1992   Kiyoshiro Imawano + Booker T. & the M.G.'s / Have Mercy!
- 1992   Kiyoshiro Imawano & 2 3's / Go Go 2 3's
- 1993   Kiyoshiro Imawano & 2 3's / Music From Power House
- 1994   Magic
- 1994   Kiyoshiro Imawano & Reichi Nakaido / Glad All Over
- 1995   The Timers / Fukkatsu!! The Timers
- 1995   The Timers / Fujimi no Timers
- 1997   Kiyoshiro meets de-ga-show  / Hospital
- 1997   Kiyoshiro Imawano Little Screaming Revue / Groovin' Time
- 1998   Kiyoshiro Imawano Little Screaming Revue / Rainbow Cafe
- 1999   Ruffy Tuffy
- 1999   Kiyoshiro Imawano Little Screaming Revue / Fuyu no Jujika
- 2000   Ruffy Tuffy / Natsu no Jujika
- 2000   Ruffy Tuffy / Aki no Jujika
- 2003   Love Jets / Chinguro
- 2003   King
- 2005   God
- 2006   Yumesuke
- 2008   Kanzen Fukkatsusai – Nippon Budokan Live Album
- 2008   Wanted Tour 2003–2004
- 2009   Aoyama Rock'n'Roll Show 2009.5.9 Original Soundtrack[1]
- 2010   Baby #1[1]